# Convenzione sull'eliminazione di ogni forma di discriminazione della donna
La Convenzione sull'eliminazione di ogni forma di discriminazione della donna (Convention on the Elimination of All Forms of Discrimination Against Women, 
CEDAW) è una convenzione internazionale adottata nel 1979 dall'Assemblea generale delle Nazioni Unite. Trattato internazionale sui diritti delle donne, entrò in vigore il 3 settembre 1981. Gli Stati Uniti sono l'unica nazione sviluppata che non ha ratificato la CEDAW. Diversi paesi hanno ratificato la convenzione pur con alcune riserve e obiezioni.

## La Convenzione
La Convenzione definisce la discriminazione contro le donne nei seguenti termini:
Ogni distinzione, esclusione o restrizione, sulla base del sesso, che ha l'effetto o lo scopo di compromettere o annullare il riconoscimento, il godimento o l'esercizio, da parte delle donne, a prescindere dal loro stato civile, su una base di parità tra uomini e donne, dei diritti umani e delle libertà fondamentali in campo politico, economico, sociale, culturale, civile o in qualsiasi altro campo, senza stereotipo di ruolo di genere.
Essa stabilisce inoltre un programma di azione per porre fine alla discriminazione basata sul sesso: gli Stati che ratificano la Convenzione sono tenuti a sancire la parità di genere nella loro legislazione nazionale, ad abrogare tutte le disposizioni discriminatorie nelle loro leggi e ad emanare nuove disposizioni per premunirsi contro la discriminazione delle donne. Devono inoltre istituire tribunali e istituzioni pubbliche per garantire alle donne una protezione efficace contro la discriminazione e adottare misure per eliminare tutte le forme di discriminazione praticata nei confronti delle donne da parte di individui, organizzazioni e imprese.

## Membri e ratifica
I sei Stati membri dell'ONU che non hanno ratificato la Convenzione sono l'Iran, Palau, Somalia, Sudan, Tonga e Stati Uniti. Fra questi gli stati islamici quali Iran, Somalia, Sudan o le piccole nazioni insulari del Pacifico (Nauru e Tonga). Niue e la Città del Vaticano non hanno firmato la Convenzione mentre gli Stati Uniti hanno firmato ma non ancora ratificato.
Nel 2007, dopo molte pressioni da parte di organizzazioni delle donne come l'Alleanza Nazionale di associazioni femminili di Taiwan, il Paese ha ratificato la Convenzione inserendola nella legislazione nazionale anche se non è ancora stata ratificata a livello internazionale.

## Comitato per l'eliminazione della discriminazione contro le donne
La supervisione sull'attuazione della convenzione è compito del Comitato per l'eliminazione della discriminazione contro le donne, che è composto da 23 esperti in materia di questioni di donne provenienti da diversi Stati membri delle Nazioni Unite. Il Comitato si riunisce due volte all'anno per esaminare le relazioni sul rispetto delle disposizioni della Convenzione che le nazioni firmatarie sono tenute a presentare ogni quattro anni.
Il Comitato è uno degli otto esistenti presso le Nazioni Unite relativamente alle questioni sui diritti umani.
I membri del Comitato sono descritti come "esperti di alta autorità morale e competenza nel settore oggetto della convenzione" e sono eletti per un periodo di quattro anni, anche se l'elezione parziale di detti membri avviene scaglionata ogni due anni. I suoi capi sono un presidente, tre vice-presidenti ed un relatore. Vengono fatti sforzi notevoli per garantire una rappresentanza geografica equilibrata e l'inclusione delle diverse forme di governo, di civiltà e di sistemi giuridici.
Nel gennaio 2007 i membri erano:
| N. | Paese                      | Nome                          | Carica            |
| -- | -------------------------- | ----------------------------- | ----------------- |
| 1  | Croazia                    | Dubravka Šimonović            | Presidente        |
| 2  | Egitto                     | Naela Mohamed Gabr            | 1º vicepresidente |
| 3  | Francia                    | Françoise Gaspard             | 2º vicepresidente |
| 4  | Giamaica                   | Glenda P. Simms               | 3º vicepresidente |
| 5  | Bangladesh                 | Ferdous Ara Begum             | Membro            |
| 6  | Cuba                       | Magalys Arocha Dominguez      | Membro            |
| 7  | Thailandia                 | Saisuree Chutikul             | Membro            |
| 8  | Algeria                    | Meriem Belmihoub-Zerdani      | Membro            |
| 9  | Ghana                      | Dorcas Coker-Appiah           | Membro            |
| 10 | Paesi Bassi                | Cornelis Flinterman           | Membro            |
| 11 | Israele                    | Ruth Halperin-Kaddari         | Membro            |
| 12 | Italia                     | Tiziana Maiolo                | Membro            |
| 13 | Slovenia                   | Violeta Neubauer              | Membro            |
| 14 | Mauritius                  | Pramila Patten                | Membro            |
| 15 | Brasile                    | Silvia Pimentel               | Membro            |
| 16 | Giappone                   | Fumiko Saiga                  | Membro            |
| 17 | Germania                   | Hanna Beate Schöpp-Schilling  | Membro            |
| 18 | Corea del Sud              | Heisoo Shin Heisoo Shin       | Membro            |
| 19 | Singapore                  | Anamah Tan Anamah Tan         | Membro            |
| 20 | Portogallo                 | Maria Regina Tavares da Silva | Membro            |
| 21 | Repubblica popolare cinese | Zou Xiaoqiao Zou Xiaoqiao     | Membro            |
| 22 | Malaysia                   | Mary Shanthi Dairiam          | Membro e relatore |

## Protocollo facoltativo
Il protocollo facoltativo alla Convenzione sull'eliminazione di ogni forma di discriminazione della donna è un accordo collaterale alla convenzione che consente alle parti di riconoscere la competenza del Comitato per l'eliminazione della discriminazione contro le donne, a prendere in considerazione reclami di singoli individui.
Il Protocollo venne adottato dall'Assemblea generale delle Nazioni Unite il 6 ottobre 1999 ed entrò in vigore il 22 dicembre 2000. Attualmente è stato firmato da 105 Stati.